# Gonomyia (Leiponeura) xanthophleps
Gonomyia (Leiponeura) xanthophleps is een tweevleugelige uit de familie steltmuggen (Limoniidae). De soort komt voor in het Oriëntaals gebied.